# Egidio Renzi
Egidio Renzi (San Giovanni in Marignano, 3 novembre 1900 – Roma, 24 marzo 1944) è stato un operaio, partigiano e antifascista italiano, vittima dell'eccidio delle Fosse Ardeatine.

## Biografia
Figlio di Cleto (bracciante) e Rosa Maloncelli (sarta), era il primo di otto fratelli.
Di professione operaio, nel febbraio del 1919, all'età di 18 anni, si trasferisce con la famiglia a Cattolica.
Personaggio "fiero ed orgoglioso", nel 1923, a seguito delle sistematiche persecuzioni di cui è fatto oggetto da parte dei fascisti, fugge clandestinamente a Roma, ove lavora inizialmente come impiegato presso le Ferrovie e successivamente, essendo stato licenziato a causa delle sue idee, come tipografo.
A Roma si sposa ed ha tre figli, continuando a svolgere attività di propaganda antifascista insieme all'amico Aldo Eluisi come aderente al movimento Giustizia e Libertà - confluito successivamente nel Partito d'Azione -, legandosi d'amicizia a personaggi come Ugo La Malfa e Mario Berlinguer.

Attivo durante la Resistenza, il 3 febbraio 1944 viene catturato dalla Banda Koch e imprigionato inizialmente nella prigione di via Principe Amedeo - ove viene torturato assieme all'amico Fernando Norma, repubblicano, impedendo ai famigliari di vederlo - e successivamente trasferito nella famigerata prigione di via Tasso. A seguito dell'attentato partigiano di via Rasella, per ritorsione verrà selezionato con altri 334 patrioti e massacrato il 24 marzo 1944 nell'eccidio delle Fosse Ardeatine. Solo il 28 agosto, assieme agli altri, il suo corpo verrà ritrovato.
«Nel '44 abitavo anch'io a Roma - racconta la sorella Alda -, è toccato a me riconoscerlo. Ho capito che era lui dal vestito, di colore grigio, e da una sciarpa bianca regalatagli poco tempo prima. I polsi legati così stretti che si stavano staccando dalle braccia. Prima di ucciderlo ho saputo che i suoi carcerieri lo seviziarono e torturarono. Analoga sorte toccò ad alcuni suoi amici. Qualcuno l'ho riconosciuto. In famiglia eravamo due femmine e tre maschi, tutti di matrice antifascista. Tutti con quell'idea.»
I suoi resti sono tumulati nel Mausoleo delle Fosse Ardeatine nel sacello n. 171.

## Riconoscimenti
Il 25 aprile 2004 è stato insignito della cittadinanza onoraria dal Comune di Cattolica.